# Year of No Light
Gli Year of No Light (talvolta abbreviati in YONL) sono un gruppo musicale post-metal francese formatasi a Bordeaux nel 2001.
Nel loro album di debutto Nord del 2006, la band combinò aggressive sonorità dark tipiche dello sludge metal con atmosfere psichedeliche di ispirazione post-rock e shoegaze. Nel 2008 subirono un cambiamento significativo nella loro formazione, sostituendo il cantante con un terzo chitarrista e con un secondo batterista e divenendo pertanto un sestetto strumentale. Con i successivi album, il gruppo ha incorporato anche influenze black metal, doom metal, drone e dark ambient.

## Storia del gruppo

### 2001-2004: primi anni
Il gruppo venne fondato nel settembre 2001 per iniziativa di Johan Sébenne, Bertrand Sébenne, Jérôme Alban e Christophe Mora. Fin dall'inizio, gli Year Of No Light si definirono come un progetto sperimentale piuttosto che una vera e propria band. Dopo un anno di prove Mora abbandonò la formazione, venendo sostituito da Pierre Anouilh. Dopo circa un mese gli Year of No Light tennero il loro primo concerto, continuando ad esibirsi in vari locali di Bordeaux fino al 2003.
Nel settembre del 2003 entrò in formazione il cantante Julien Perez, con il quale il gruppo tenne nuovi concerti e registrò a giugno 2004 il demo Demo 2004, uscito a luglio di quell'anno. Il demo fu accolto positivamente dalla critica specializzata, che definì gli Year of No Light come «i The Cure che suonano sludge metal», e permise al gruppo di esibirsi in tournée in Spagna e nel Paese basco.

### 2005-2008:Nord
Nell'estate 2005 gli Year of No Light entrò in studio di registrazione a Ginevra per lavorare al proprio album di debutto sotto la supervisione di Serge Morattel. Intitolato Nord, l'album fu pubblicato nel 2006 e venne accolto positivamente dalla critica musicale, portando il gruppo a tenere vari concerti nel corso dell'anno, oltre ad apparire al Dour Festival nel 2007. Proprio in tale anno Nord venne ristampato in formato CD da Crucial Blast e in formato LP da Cavity Records.
Nel 2008 il gruppo si esibì in Europa e suonarono anche ai festival di Roadburn e di Hellfest. Sempre nello stesso anno il cantante Julien Perez fu allontanato dalla formazione, al cui posto subentrarono il chitarrista Shiran Kaïdine dei Monarch! e il batterista Mathieu Mégemont degli Aeroflot. Il gruppo divenne così un sestetto strumentale, caratterizzato dalla presenza di tre chitarristi e due batteristi e da un ampio utilizzo di tastiere e sintetizzatori.

### 2009-2013:AusserwelteVampyr

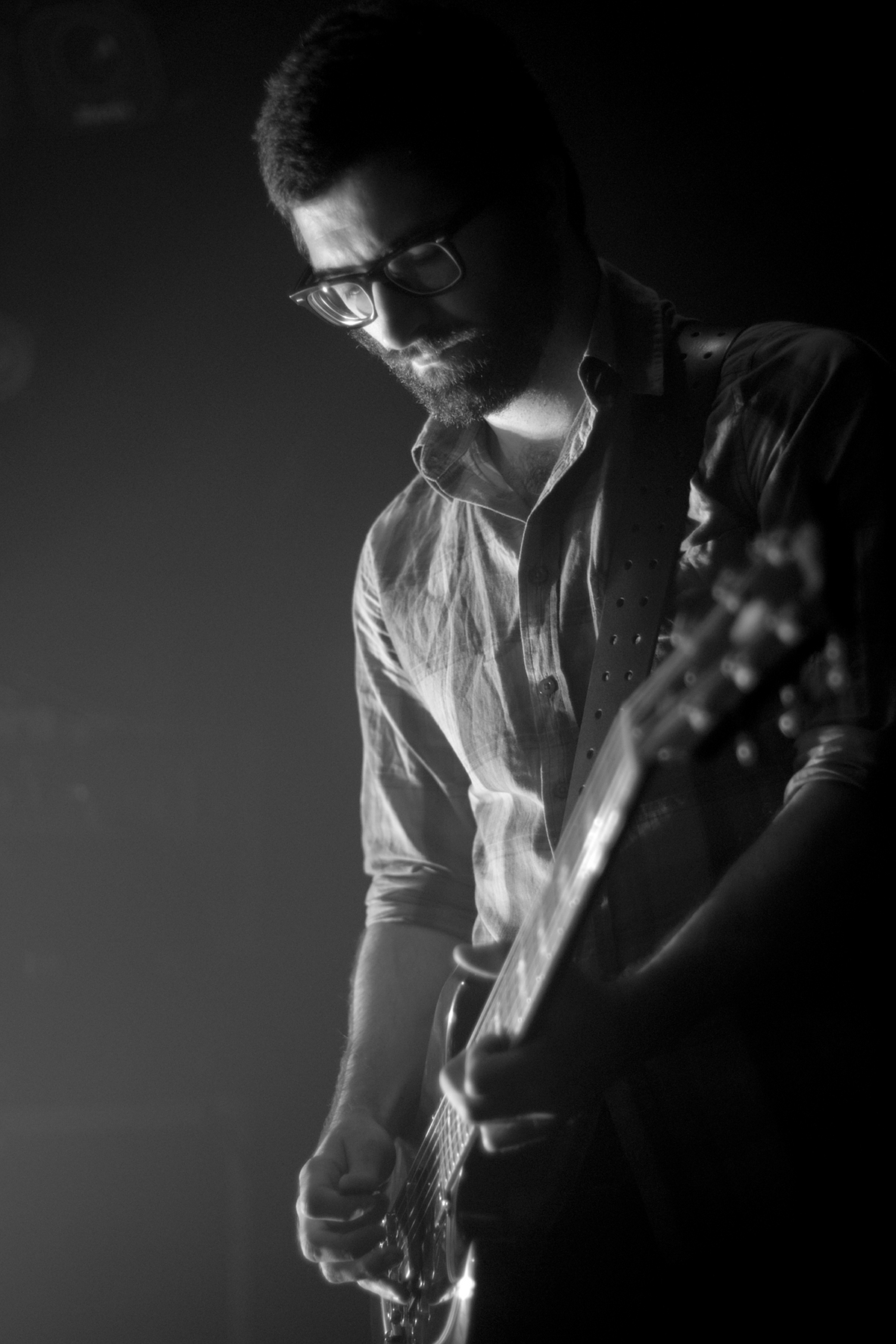
Jérôme Alban in concerto nel 2009

Nel corso del 2009 gli Year of No Light collaborarono con svariati artisti, tra cui i Nadja e Fear Falls Burning, alla realizzazione di vari split discografici, contribuendo alla realizzazione di brani inediti o in collaborazione con tali artisti. Nel mese di settembre iniziarono a registrare il secondo album a Bordeaux con Cyrille Gachet. Intitolato Ausserwelt, l'album è stato distribuito nell'aprile 2010 dalla Conspiracy Records e fu promosso da una tournée in Europa con il gruppo black metal Altar of Plagues (con i quali incideranno uno split EP nel 2012).
Nel maggio 2010 la band lavorò sulla colonna sonora del film Vampyr - Il vampiro di Carl Theodor Dreyer che venne poi eseguita per la prima volta il 28 maggio 2010 al Théâtre Barbey di Bordeaux e nuovamente nel febbraio 2011 a Tallinn. Nei mesi successivi, dopo aver registrato nuovi pezzi, il gruppo ritornò in Europa e tennero due concerti al Roadburn Festival dove eseguirono per intero sia Ausserwelt che Vampyr.
Nel 2012 hanno presentato dal vivo Les Maîtres Fous, commissionata dal Musée Du Quai Branly a Parigi in occasione della mostra L'invention du Sauvage.

### 2013-2014:Tocsin
Nel 2013 il gruppo pubblicò il terzo album in studio Tocsin. Nel tardo 2014 intraprese il suo primo tour negli Stati Uniti d'America suonando undici concerti. Il gruppo sludge metal Take Over and Destroy aprì il concerto per i primi nove spettacoli con altri vari spallisti, esibendosi nella Costa Occidentale e negli Stati Sud-Occidentali. Il tour si concluse con due date notturne al locale di New York Saint Vitus.

## Formazione

### Attuale
- Jérôme Alban – chitarra (2001-presente)
- Bertrand Sébenne – batteria, tastiera (2001-presente)
- Johan Sébenne – basso, tastiera, sintetizzatore (2001-presente)
- Pierre Anouilh – chitarra (2002-presente)
- Shiran Kaïdine – chitarra (2008-presente)
- Mathieu Mégemont – batteria, tastiera, sintetizzatore (2008-presente)

### Ex componenti
- Christophe Mora – chitarra (2001-2002)
- Julien Perez – voce, tastiera (2003-2008)

## Discografia

### Album in studio
- 2006 – Nord
- 2010 – Ausserwelt
- 2013 – Tocsin
- 2021 – Consolamentum

### Album dal vivo
- 2009 – Live at Roadburn 2008

### Raccolte
- 2021 – Mnemophobia

### Colonne sonore
- 2013 – Vampyr
- 2025 – Les Maîtres Fous

### EP
- 2009 – Untitled (con Fear Falls Burning, i Nadja e i Machu Picchu Mother Future)
- 2010 – East of the Wall/Year of No Light/Rosetta (con gli East of the Wall e i Rosetta)
- 2012 – Year of No Light/Thisquietarmy (con i Thisquietarmy)
- 2012 – Year of No Light/Altar of Plagues (con gli Altar of Plagues)
- 2012 – Mars Red Sky/Year of No Light (con i Mars Red Sky)
- 2015 – Bagarre Générale/Year of No Light (con i Bagarre Générale)

### Demo
- 2004 – Demo 2004

### Singoli
- 2009 – Karysun/Year of No Light (con i Karysun)
- 2021 – Réalgar
- 2021 – Alètheia

### Altre apparizioni
- 2010 – Mademoiselle... (colonna sonora eseguita dal vivo alla mostra Rupture mon amour)[9]